# Firth (Nebraska)
Firth – wieś w Stanach Zjednoczonych, w stanie Nebraska, w hrabstwie Lancaster.